# Varacosa shenandoa
Varacosa shenandoa là một loài nhện trong họ Lycosidae.
Loài này thuộc chi Varacosa. Varacosa shenandoa được Ralph Vary Chamberlin & Wilton Ivie miêu tả năm 1942.